# 施南府
施南府，清朝设置的府。

施南府在湖北省的位置（1820年）

雍正十三年（1735年）置，治所在恩施县（今恩施市），属湖北省。辖境约当今湖北省建始、恩施、宣恩、咸丰、来凤、利川等县市地。1912年废。 